# Elisa Fuksas
Elisa Fuksas (Roma, 1981) è una scrittrice e regista italiana.

## Biografia
Figlia dell'architetto Massimiliano Fuksas e della sua seconda moglie Doriana Mandrelli, si laurea in architettura nel 2005. Dopo i primi cortometraggi, tra cui Please leave a message con cui si aggiudica nel 2007 il Nastro d'Argento, gira il documentario L'Italia del nostro scontento insieme a Francesca Muci e Lucrezia Le Moli, che partecipa al Festival internazionale del film di Roma 2009. Tra gli altri documentari: Black Mirror. A journey with Mat Collishaw e ALBE, A Life Beyond Earth, un documentario sui cacciatori di UFO.
Il suo primo film è Nina del 2012 con Luca Marinelli e Diane Fleri. Nel 2019 ha diretto il suo secondo lungometraggio, The App per Netflix. Ha pubblicato La figlia di (Rizzoli Editore) nel 2014, Michele, Anna e la termodinamica (Elliot) nel 2017, e nel 2020 Ama e fai quello che vuoi (Marsilio) sulla sua esperienza di fede che l'ha portata - dopo aver vissuto in un ambiente laico e di sinistra - a farsi battezzare a 37 anni.
Nel 2020 il suo film documentario-autobiografico (Indiana Production) iSola è stato presentato alla XVII edizione delle Giornate degli Autori.. Nel 2021 il suo documentario Senza fine, sulla vita e la carriera artistica di Ornella Vanoni, viene presentato alla 78ª Mostra internazionale d'arte cinematografica di Venezia. Dopo Non fiori ma opere di bene (Marsilio), nel 2025 esce Buone notizie (Mondadori).

## Filmografia
- Please leave a message - cortometraggio (2009)
- L'Italia del nostro scontento - documentario (2009)
- Nina (2012)
- Chinese Honeymoon - documentario (2015)
- Black Mirror - documentario (2015)
- Albe - documentario (2018)
- The App (2019)
- iSola - documentario (2020)
- Senza fine - documentario (2021)
- Marko Polo (2024)

## Romanzi
- La figlia di, Milano, Rizzoli Editore, 2014.
- Michele, Anna e la termodinamica, Roma, Elliot, 2017.
- Ama e fai quello che vuoi, Venezia, Marsilio, 2020.
- Non fiori ma opere di bene, Venezia, Marsilio, 2022.
- Buone notizie, Milano, Mondadori, 2025.

## Riconoscimenti
- Nastro d'argento
  - 2009 – per Please Leave a Message[2]
  - 2013 – Variety's Ten European Directors to Watch
  - 2021 – premio SIAE per il talento creativo per Senza fine